# Sviatlana Tsikhanòuskaia
Sviatlana Tsikhanòuskaia (en belarús: Святлана Ціханоўская, łacinka: Sviatlana Cichanoŭskaja; nascuda l'11 de setembre de 1982) és una política belarussa, candidata a l'elecció presidencial del seu país de l'any 2020.

## Biografia
Abans de convertir-se en candidata a la presidència, Tsikhanòuskaia era professora i intèrpret. Està casada amb el youtuber, blogger i activista Siarhei Tsikhanouski, arrestat el maig de 2020.

## Campanya presidencial 2020
Després de la detenció del seu marit el 29 de maig, Tsikhanòuskaia va anunciar la seva intenció de presentar-se a les eleccions en el seu lloc. Va ser inscrita com a candidata independent el 14 de juliol del 2020. Després de la seva inscripció com a candidata, va ser avalada per les campanyes de Valery Tsepkalo i Viktar Babaryka, dos destacats polítics de l'oposició que no es podien registrar. Una foto de Tsikhanòuskaia amb Maria Kolesnikova, cap de campanya de Babaryka i Veronika Tsepkalo, l'esposa de Valery Tsepkalo, es convertí en un símbol de la seva campanya.
Al juny, va publicar un vídeo que deia que havia estat amenaçada amb l'arrest i que els seus fills se’ls emportarien si continuava fent campanya. Des de llavors ha enviat els seus fills a l'estranger a viure amb la seva àvia per la seva seguretat.

### Solidaritat femenina
Abans de la campanya presidencial de Sviatlana, el president belarús Aleksandr Lukaixenko va insistir que el país no estava preparat per a una dona presidenta. La seva campanya arribava quan Amnistia Internacional havia condemnat el tracte discriminatori del país a les dones activistes de l'oposició, citant amenaces de violència sexual i violència contra els seus fills.

### Plataforma
Tsikhanòuskaia ha dit que es va presentar de candidata a presidenta per amor, per alliberar el seu marit de la presó. També ha afirmat que el seu objectiu principal és establir eleccions lliures i justes. Considera les eleccions actuals com a il·legítimes a causa de la negativa del govern a registrar els principals opositors polítics de Lukashenko. També s'ha compromès a presentar un pla per a eleccions transparents i responsables sobre els seus comptes en els sis mesos posteriors a la presa de possessió del càrrec.

### Partidaris
Tot i que exerceix com a independent, Tsikhanòuskaia ha atret el suport de tot l'àmbit de l'oposició política de Belarús. Vital Rymašeŭski, co-líder de la Democràcia Cristiana Belarussa, va anunciar el suport del seu partit, com també va fer el Partit Socialdemòcrata Belarús (Assemblea), el Partit Cívic Unit de Belarús i el Partit de les Dones Belarús (Nadzieja). A més, ha rebut el suport de l'excandidata a la presidència de l'oposició a les eleccions presidencials del 2010, Mikola Statkevich.